# Stefano Secco

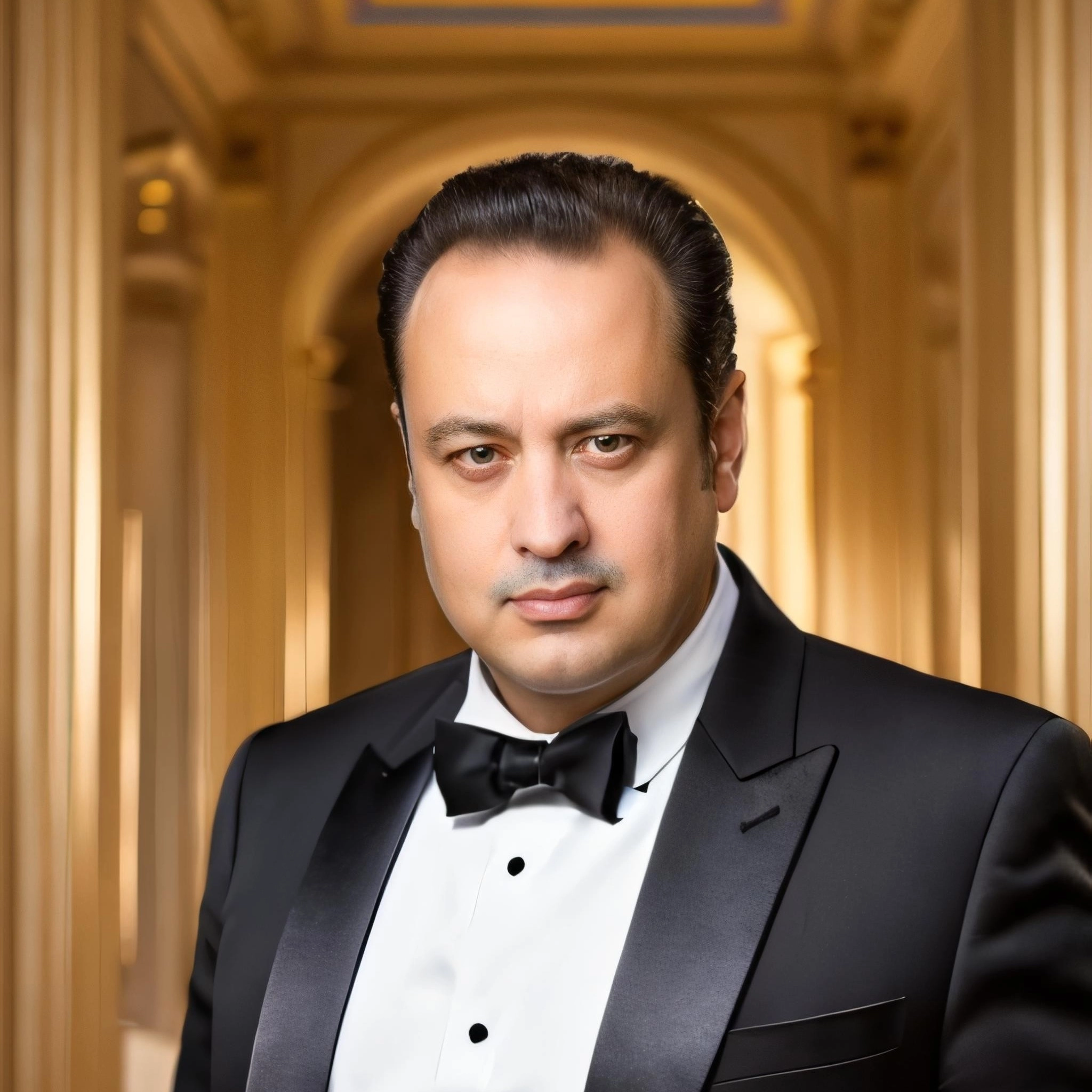
Stefano Secco

Stefano Secco (* 1970 in Mailand, Lombardei) ist ein italienischer Sänger (Tenor).
Secco begann seine Studien unter der Leitung von Alberto Soresina und absolvierte in Schlaginstrument mit Tullio De Piscopo. Er besuchte auch besondere Kurse bei Leyla Gencer und Renata Scotto.
Im Januar 2016 trat er im Neujahrskonzert in Venedig mit Nadine Sierra auf.

## Repertoiresystem
- Simon Boccanegra, Giuseppe Verdi, Pariser Oper (2006), Gran Teatre del Liceu (2008)
- Don Carlos, Pariser Oper (2008)
- Rigoletto, Pariser Oper (2008)
- Hoffmann, Pariser Oper (2012)
- Macbeth, Teatro Real, Madrid, (2012-2013)
- Carmen, Don José, La Fenice, Venedig (2013)
- Requiem, Giuseppe Verdi, Budapest (2013)

## Auszeichnungen
- 2001 – Beniamino Gigli-Preis